# Balta Șoimoș
Balta Șoimuș este o arie protejată de interes național ce corespunde categoriei a IV-a IUCN (rezervație naturală de tip zoologic), situată în județul Arad, pe teritoriul administrativ al orașului Lipova.
Rezervația naturală cu o suprafață de 1 ha, se află în cartierul Șoimuș al orașului Lipova, pe partea nordică a Văii Mureșului și reprezintă o baltă (luciu de apă) formată pe un fost braț al acestuia, zonă de protecție pentru mai multe specii de: mamifere (vidră de râu - Lutra lutra), păsări (stârci, rațe, berze) și pești, precum și broaște, moluște sau melci, printre care broasca țestoasă (din specia Emis orbicularis), scoica (specia Unio pictorium), melcul (din genul Planorbis sp.), etc.